# جيم باتلر (لاعب كرة قدم أمريكية)
جيم باتلر (بالإنجليزية: Jim Butler)‏ هو لاعب كرة قدم أمريكية أمريكي، ولد في 4 مايو 1943 في كوينسي في الولايات المتحدة، وتوفي في 10 فبراير 2014 في أتلانتا في الولايات المتحدة.

## وصلات خارجية
- جيم باتلر على موقع مرجع كرة القدم المحترفة.كوم (الإنجليزية)